# La Mort d'Orion
La Mort d'Orion es el segundo álbum de Gérard Manset. Fue publicado en 1970.

## El álbum
La suite La Mort d'Orion ocupa la primera cara del vinilo original. La cara B del disco contiene canciones autónomas.
La música y la letra fueron escritas por Gérard Manset.

### Cara A
- 1. Introduction
- 2. La Mort d'Orion
- 3. Où l'horizon prend fin
- 4. Salomon l'ermite
- 5. Finale

### Cara B
- 6. Vivent les hommes
- 7. Enchaînement
- 8. Ils
- 9. Le Paradis terrestre
- 10. Élégie funèbre